# The Thing on the Doorstep
The Thing on the Doorstep är en novell av H.P. Lovecraft. Den skrevs i augusti 1933 och publicerades i Weird Tales i januari 1937. Berättarjaget, Daniel Upton, berättar i texten om en ung vän, Edward Derby, som gifter sig med en kvinna från Innsmouth och blir allt mer intresserad av ockultism. Efter att tag börjar vännen genomgå plötsliga personlighetsförändringar och en dag berättar vännen för Upton att han tror att hans fru planerar att ta över hans kropp.
Texten tillkom i samband med att Lovecraft under sommaren 1933 försökte vitalisera sitt skrivande genom att läsa om weird fiction-klassiker. Lovecraft var så missnöjd med The Thing on the Doorstep att han vägrade att skicka in den för publicering förrän 1936 då Farnsworth Wright på Weird Tales samtidigt fick och tackade ja till både The Thing on the Doorstep och The Haunter of the Dark. När texten renskrevs på maskin åt Lovecraft inför publiceringen försvann kapitelindelningar så att den fick fem kapitel istället för sju, vilket inte rättades till förrän den reviderade upplagan av The Dunwich Horror and Others 1984.